# Megaselia bursella
Megaselia bursella är en tvåvingeart som beskrevs av Borgmeier 1969. Megaselia bursella ingår i släktet Megaselia och familjen puckelflugor. Inga underarter finns listade i Catalogue of Life.